# Закон на Бенфорд
Законът на Бенфорд, наричан още закон на Нюкомб—Бенфорд, закон на аномалните числа или закон на първата цифра, се отнася за разпределението на старшата цифри в много реални набори от цифрови данни. В естествените колекции от числа старшата цифра най-често е малка. С единица започват около 30% от числовите данни, докато с 9 започват по-малко от 5% от данните. Ако цифрите бяха разпределени равномерно, всяка от тях щеше да се появява като начална в около 11,1% от случаите.
Законът на Бенфорд важи за най-различни данни, включително сметки за електричество, улични адреси, цени на акции, цени на жилища, брой на населението, смъртност, дължини на реки, физически и математически константи.
Законът е наречен на физика Франк Бенфорд, който през 1938 г. публикува статия, озаглавена „Закон за аномалните числа“. За първи път законът се споменава от Саймън Нюкомб през 1881 г.